# Zenithoptera
Genre
Zenithoptera est un genre de la famille des Libellulidae appartenant au sous-ordre des anisoptères dans l'ordre des odonates. Il comprend quatre espèces.

## Espèces du genre
- Zenithoptera anceps Pujol-Luz, 1993
- Zenithoptera fasciata (Linnaeus, 1758)
- Zenithoptera lanei Santos, 1941
- Zenithoptera viola Ris, 1910